# Terrorangrebene i Sri Lanka 21. april 2019
Terrorangrebene i Sri Lanka 21. april 2019 var en række koordinerede bombeangreb i Sri Lanka. Angrebene var koordinerede bombninger på forskellige steder såsom: 3 internationale hoteller, 2 katolske kirker, 1 evangelisk kirke, 1 zoologisk have og et hus. Terrorangrebene i de tre kirker fandt sted under påskemessen på påskedag, hvor mange mennesker var forsamlede i kirkerne.
To dage efter terrorangrebene tog terrororganisationen Islamisk Stat skylden for angrebene.

## Ofre
258 personer blev dræbt og mere end 500 blev såret som følge af angrebene. Udenrigsministeriet har bekræftet, at 3 danskere er blandt de døde.
Senere blev det bekræftet af Bestseller A/S, at tre af Anders Holch Povlsens børn var blevet dræbt under terrorangrebet.